# Олексій Погорєлов (монета)
«Олексі́й Погорє́лов» — ювілейна монета номіналом 2 гривні, випущена Національним банком України. Присвячена видатному математикові, педагогу, інженеру-конструктору, академіку Національної академії наук України, заслуженому діячу науки і техніки України, лауреатові багатьох державних і наукових премій — Олексію Васильовичу Погорєлову. Дослідження вченого дали змогу завершити розробку теорії повних нерегулярних опуклих поверхонь та заклали основу нелінійної геометричної теорії оболонок — найпоширеніших елементів сучасних конструкцій. Олексій Погорєлов — автор десятків монографій і підручників (зокрема оригінального шкільного підручника з геометрії та університетських підручників з аналітичної та диференціальної геометрії), більшість з яких перекладено англійською мовою.
Монету введено в обіг 3 червня 2019 року. Вона належить до серії «Видатні особистості України».

## Опис та характеристики монети
| Номінал грн. | Метал      | Маса, грам | Діаметр, мм. | Якість виготовлення       | Гурт     | Тираж, штук |
| ------------ | ---------- | ---------- | ------------ | ------------------------- | -------- | ----------- |
| 2            | нейзильбер | 12,8       | 31           | спеціальний анциркулейтед | рифлений | 35 000      |

### Аверс
На аверсі монети розміщено: угорі — малий Державний Герб України, по обидва боки від якого написи: «НАЦІОНАЛЬНИЙ» (ліворуч), «БАНК УКРАЇНИ» (праворуч); у центрі на дзеркальному тлі — стилізовану композицію: зображено гелікоїд (гвинтова поверхня), на тлі якого — полігональне наближення кривої та номінал — «2», унизу напис — «ГРИВНІ»; рік карбування монети — «2019» (ліворуч), логотип Банкнотно-монетного двору Національного банку України (праворуч).

### Реверс
На реверсі монети на дзеркальному тлі зображено портрет Олексія Погорєлова, ліворуч від якого — абстрактна фігура, що символізує топологічні дослідження математика в геометрії, та написи: «ОЛЕКСІЙ/ПОГОРЄЛОВ/1919 — 2002».

## Автори

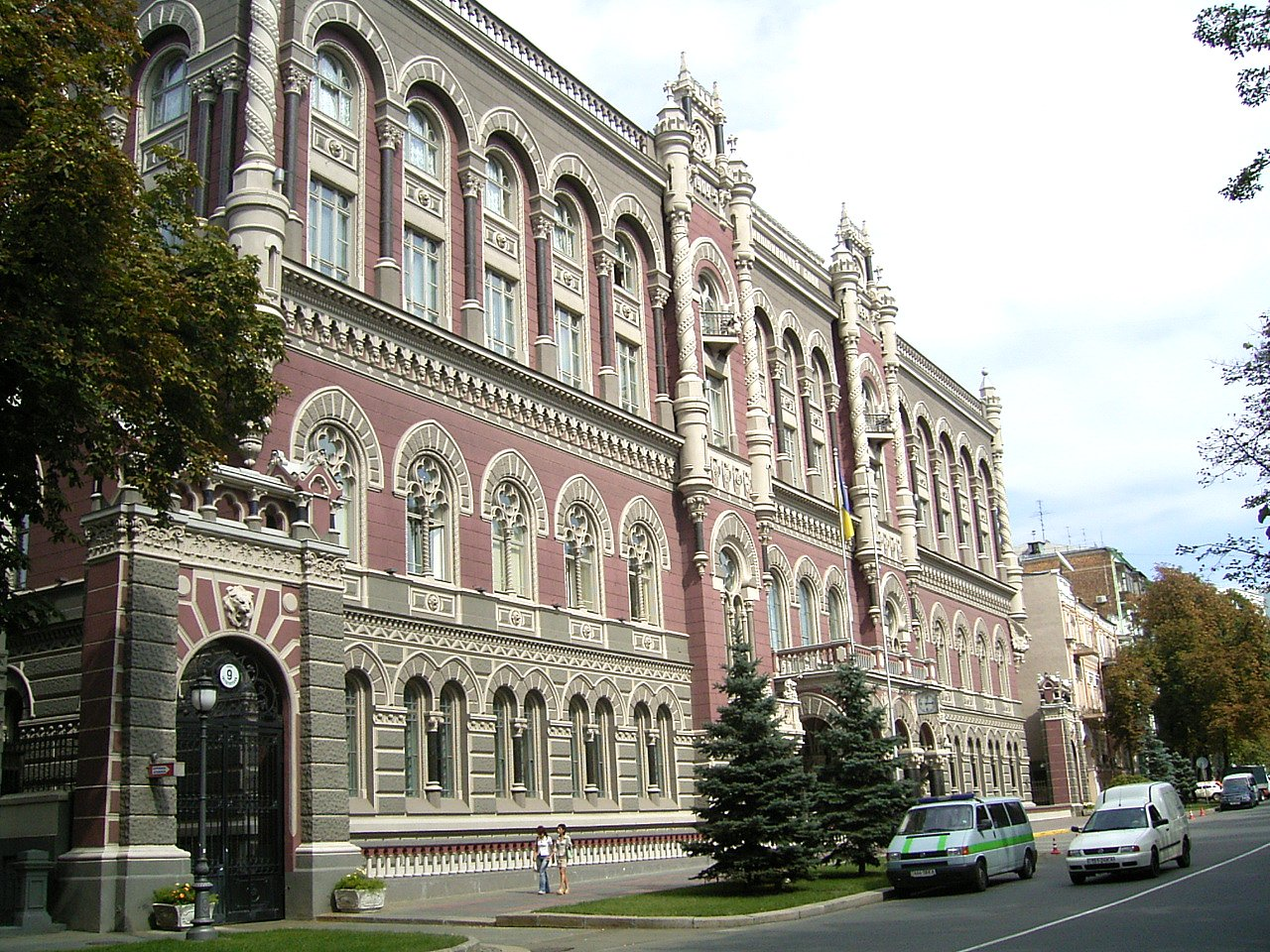
Будівля Національного банку України

- Художники: Кузьмін Олександр, Скоблікова Марія.
- Скульптори: Іваненко Святослав, Атаманчук Володимир.

## Вартість монети
Під час введення монети в обіг 2019 року, Національний банк України реалізовував монету за ціною 41 гривня.
Фактична приблизна вартість монети, з роками змінювалася так:
| Рік        | 2020 | 2021 | 2022 | 2023 | 2024 | 2025 |
| ---------- | ---- | ---- | ---- | ---- | ---- | ---- |
| Ціна, грн. | 50   | 50   | 50   | 65   | 110  | 120  |